# Henry (Tennessee)
Pour les articles homonymes, voir Henry.
Henry est une municipalité américaine située dans le comté de Henry au Tennessee.
Selon le recensement de 2010, Henry compte 464 habitants. La municipalité s'étend sur 1,45 mille carré (3,76 km2).
La localité est fondée en 1861 sous le nom de Henry Station, un arrêt du Memphis and Ohio Railroad. Comme son comté, elle doit son nom au révolutionnaire Patrick Henry. En 1907, elle devient une municipalité